# Єльонкі (Мазовецьке воєводство)
Єльонкі (пол. Jelonki) — село в Польщі, у гміні Острув-Мазовецька Островського повіту Мазовецького воєводства.
Населення — 299 осіб (2011).
У 1975-1998 роках село належало до Остроленцького воєводства.

## Демографія
Демографічна структура станом на 31 березня 2011 року:
|          | Загалом | Допрацездатний вік | Працездатний вік | Постпрацездатний вік |
| -------- | ------- | ------------------ | ---------------- | -------------------- |
| Чоловіки | 153     | 34                 | 115              | 4                    |
| Жінки    | 146     | 41                 | 83               | 22                   |
| Разом    | 299     | 75                 | 198              | 26                   |